# El Carmen (Huimanguillo)
El Carmen es una localidad del municipio de Huimanguillo ubicado en la subregión de la Chontalpa del estado mexicano de Tabasco.

## Geografía
La localidad de El Carmen se sitúa en las coordenadas geográficas 17°49′47″N 93°38′57″O / 17.829722, -93.649167, a una elevación de 21 metros sobre el nivel del mar.

## Demografía
Según el Conteo de Población y Vivienda 2020, efectuado por el Instituto Nacional de Estadística y Geografía, la localidad de El Carmen tiene 169 habitantes, de los cuales 83 son del sexo masculino y 86 del sexo femenino. Su tasa de fecundidad es de 3 hijos por mujer y tiene 47 viviendas particulares habitadas.
| Gráfica de evolución demográfica de El Carmen entre 2000 y 2020 |
|                                                                 |
| INEGI.                                                          |